# Эммануэлевский
Эммануэ́левский — хутор в Труновском районе (муниципальном округе) Ставропольского края России. 
До 16 марта 2020 года входил в состав муниципального образования «Сельское поселение Безопасненский сельсовет».

## География
Расстояние до краевого центра: 57 км.
Расстояние до районного центра: 12 км.

## История
Хутор возник на земельном участке, пожалованном в 1830 году императором Николаем I в потомственное владение генералу от кавалерии Г. А. Эммануэлю, в честь которого и получил своё название:74.

Кто стал владельцем земельного участка после отъезда генерала — пока установить не удалось. Но в списках административно-территориального устройства Кавказской области за 1836 г. и за 1846 г. деревня Емануелевка числится как «деревня полковника Кусакова». В аналогичных списках за 1873 г. — уже как владельческое имение зажиточного крестьянина Р. Г. Сариева (хутор Емануелевка). Скорее всего, в период расслоения в деревне земли разорившихся соседей скупали более успешные крестьяне, имевшие сельхозорудия и машины. Из фондов общественного музея села Безопасного стало известно, что к концу 19 века в числе хозяев хутора значились купец Волков (1136 десятин), генерал-майор Иваницкий (2033 десятины), мещанин Кузьма Барабаш, крестьяне Мирон Жиданов, Максим Плотников и Фёдор Гаврилов, имевшие по 50 десятин земли. Хутор значился по документам «Эммануэлевский».— «Г. А. Емануэль. Имя героя на карте Труновского района»
По состоянию на 1909 год хутор Эммануиловский был причислен к селу Безопасному Ставропольского уезда Ставропольской губернии. В 1916 году в хуторе числилось 24 хозяйства и 225 жителей:187. В 1921 году на его территории была образована сельхозозяйственная коммуна «Заря № 1» села Безопасного, объединившая 12 семей:79.
Начиная с первой половины 1920-х годов посёлок Эммануиловский в административном отношении входил в состав Безопасненского сельсовета Московского района Ставропольского округа:280—281.
Согласно «Списку населённых мест Северо-Кавказского края» на 1925 год, посёлок состоял из 47 дворов и 260 жителей (124 мужчины и 136 женщин). В нём имелось 2 мельницы; школ и библиотек не было. На базар местные жители ездили в село Безопасное (центр одноимённого сельсовета), находившееся от Эммануиловского примерно в 10 вёрстах:280—281.
По данным переписи 1926 года по Северо-Кавказскому краю, в хуторе Эммануиловском числилось 49 хозяйств и 262 жителя (119 мужчин и 143 женщины), в том числе 157 русских и 99 украинцев:267—268.
В советское время местные жители называли свой хутор Чередниченко — в честь Епифана Гордеевича Чередниченко, первого председателя колхоза им. Блинова. Это название использовалось примерно до середины 1990-х годов, а затем, по инициативе главы администрации села Безопасное Юрия Ивановича Жиданова, селу было возвращено его историческое наименование.

## Население
| 1925 | 1926 | 1989 | 2002 | 2010 | 2014 | 2019 |
| ---- | ---- | ---- | ---- | ---- | ---- | ---- |
| 260  | ↗262 | ↘208 | ↗283 | ↘246 | ↗300 | ↗317 |
| 2020 |      |      |      |      |      |      |
| ↘258 |      |      |      |      |      |      |

По данным переписи 2002 года, в национальной структуре населения русские составляли 45 %, езиды — 41 %.

## Памятники
В центральной части хутора расположен памятник истории регионального значения — «Могила ветерана колхозного движения Е. Г. Чередниченко» (1967). По данным Историко-краеведческого музея Труновского района Ставропольского края, памятник был установлен местными жителями после смерти Чередниченко и представлял собой каменный обелиск, увенчанный красной звездой.

## Кладбища
В границах хутора Эммануэлевский расположено открытое кладбище площадью 32093 м².